# Piekielny Wąwóz (Wzgórza Trzebnickie)
Piekielny Wąwóz – wąwóz położony w obrębie Wzgórz Trzebnickich na terenie miasta Trzebnica, w jego zachodniej części. Wąwóz powstał na śladzie dawnej drogi w wyniku erozji, głównie erozji wodnej, deszczowej. Z wąwozem związana jest legenda dotycząca zlecenia przez króla Polski, Augusta II Sasa, nieudanego porwania nowo narodzonej córki Stanisława Leszczyńskiego, późniejszego króla Polski, podczas pielgrzymki Katarzyny z Opalińskich Leszczyńskiej do grobu św. Jadwigi i o pierścieniu królowej.

## Położenie
Wąwóz położony jest na północnym skłonie Pasma Farnej Góry, nazywanym także Pasmem Północnym, w obrębie Wzgórz Trzebnickich, będących mezoregionem o identyfikatorze 318.44 (według regionalizacji fizycznogeograficznej opracowanej przez Jerzego Kondrackiego), należących do Wału Trzebnickiego (makroregion o indeksie 318.4). W ramach tych Wzgórz Trzebnickich wyróżnia się także mikroregion obejmujący Piekielny Wąwóz – Grzbiet Trzebnicki (indeks 318.444).
Pod względem podziału administracyjnego jest ono położone na terenie miasta Trzebnica, w powiecie trzebnickim, województwie dolnośląskim (zobacz: podział administracyjny województwa dolnośląskiego). Jest to część zachodnia obszaru miasta pomiędzy drogą ekspresową numer S5, a zabudowanymi obszarami miasta. Teren ten leży między ulicami: Widokową, Owocową, Ogrodową, Miodową oraz Bolesława Chrobrego.

## Charakterystyka
Piekielny Wąwóz jest wąwozem powstałym w podłożu lessowym jako efekt erozji, głównie erozji wodnej – erozji deszczowej. Jego przebieg pokrywa się z trasą dawnej drogi, która prowadziła tędy z Trzebnicy. Na jej śladzie w wyniku wymywania podatnych na działanie erozyjne wody lessów stopniowo powstał istniejący dziś wąwóz. Z dawnej drogi dziś w wąwozie pozostały jedynie jej fragmenty, a na pozostałych odcinkach ścieżka.
Zbocza wąwozu oraz niektóre fragmenty terenu przyległego porośnięte są drzewami, krzewami oraz roślinnością niską w tym pnączami takimi jak bluszcz. Część zboczy jest odsłonięta. Są to niemal pionowe ściany wolne od roślinności lub tylko z niewielką ilością pojedynczo rosnących roślin, niektóre z odsłoniętymi korzeniami wyżej rosnących drzew. Część z nich ma „dziwne” kształty. Niektóry autorzy oceniają to miejsce jako bardzo ciekawe i o dużych walorach widokowych, uciekając się także do takich określeń wąwozu jak „bajkowy”, „o niesamowitym klimacie”, „okazały”, czy „robiący duże wrażenie”.
Przebiega tędy szlak turystyczny.

## Legenda
Z Piekielnym Wąwozem związana jest legenda o pierścieniu królowej. Dotyczy ona historycznych postaci Augusta II Sasa, ówczesnego Króla Polski, oraz Stanisława Leszczyńskiego, późniejszego Króla Polski, jego żony Katarzyny z Opalińskich Leszczyńskiej oraz ich nowo narodzonej córki Marii. Według tej legendy przebywający w Wilczynie August dowiedziawszy się, że Katarzyna Leszczyńska z nowo narodzonym dzieckiem przebywa w Polskiej Wsi podczas swojej pielgrzymki do grobu św. Jadwigi, postanowił nasłać ludzi by porwali dziecko. W kontekście historycznym wynika to z faktu, że August był wrogiem do Leszczyńskich, swoich politycznych oponentów. Porwanie udało się, ale porywacze zabłądzili i pogoń uratowała dziecko właśnie w Piekielnym Wąwozie. Według legendy, w kolebce z dzieckiem miał być ukryty bezcenny, rodowy pierścień, który podczas szamotaniny z napastnikami zaginął. Pierścień ten od tamtej pory ukryty jest w Piekielnym Wąwozie. Zobaczyć go można tylko raz w roku, dokładnie w noc urodzin przyszłej królowej Francji, a znalazcy klejnotu zapewni on szczęście i bogactwo.

## Nazwa
Nazwa własna – Piekielny Wąwóz – jest nazwą niestandaryzowaną, gdyż została ustalona i ujęta w państwowym rejestrze nazw geograficznych na podstawie wywiadu terenowego. Odnosi się do ukształtowania terenu określonego jako wąwóz. W rejestrze tym przypisano jej identyfikator: PRNG – 176721, identyfikator IIP – PL.PZGiK.320.NGRP.176721. Podaje on następujące współrzędne geograficzne punktu głównego Zaczarowanych Wzgórz: szerokość geograficzna – 51°18'06" N, długość geograficzna – 17°02'36" E. Nazwa ta została ujęta w rejestrze 27.03.2015 r..